# Photedes pallida
Photedes pallida là một loài bướm đêm trong họ Noctuidae.